# ویلیام جفری
ویلیام جفری (انگلیسی: William Jeffrey؛ زادهٔ ۱۸۶۸) بازیکن فوتبال اهل بریتانیا است. از باشگاه‌هایی که در آن بازی کرده‌است می‌توان به باشگاه فوتبال آرسنال، باشگاه فوتبال برنلی، باشگاه فوتبال لینکولن سیتی، باشگاه فوتبال گریمزبی تاون، باشگاه فوتبال گینزبورو ترینیتی، و باشگاه فوتبال ساوت‌همپتون اشاره کرد.